# 社会保障年金信託基金
Social Security Trust Fund （社会保障年金信託基金）は、Federal Old-Age and Survivors Insurance Trust Fund とFederal Disability Insurance Trust Fundの総称で、アメリカ合衆国の公的な投資基金。アメリカ社会保障局による社会保障扶助給付金支払いを持続させるため、設立された。 
社会保障局が社会保障税として徴収した資金を運用している。